# Фальер, Орделаффо

Орделаффо Фальер

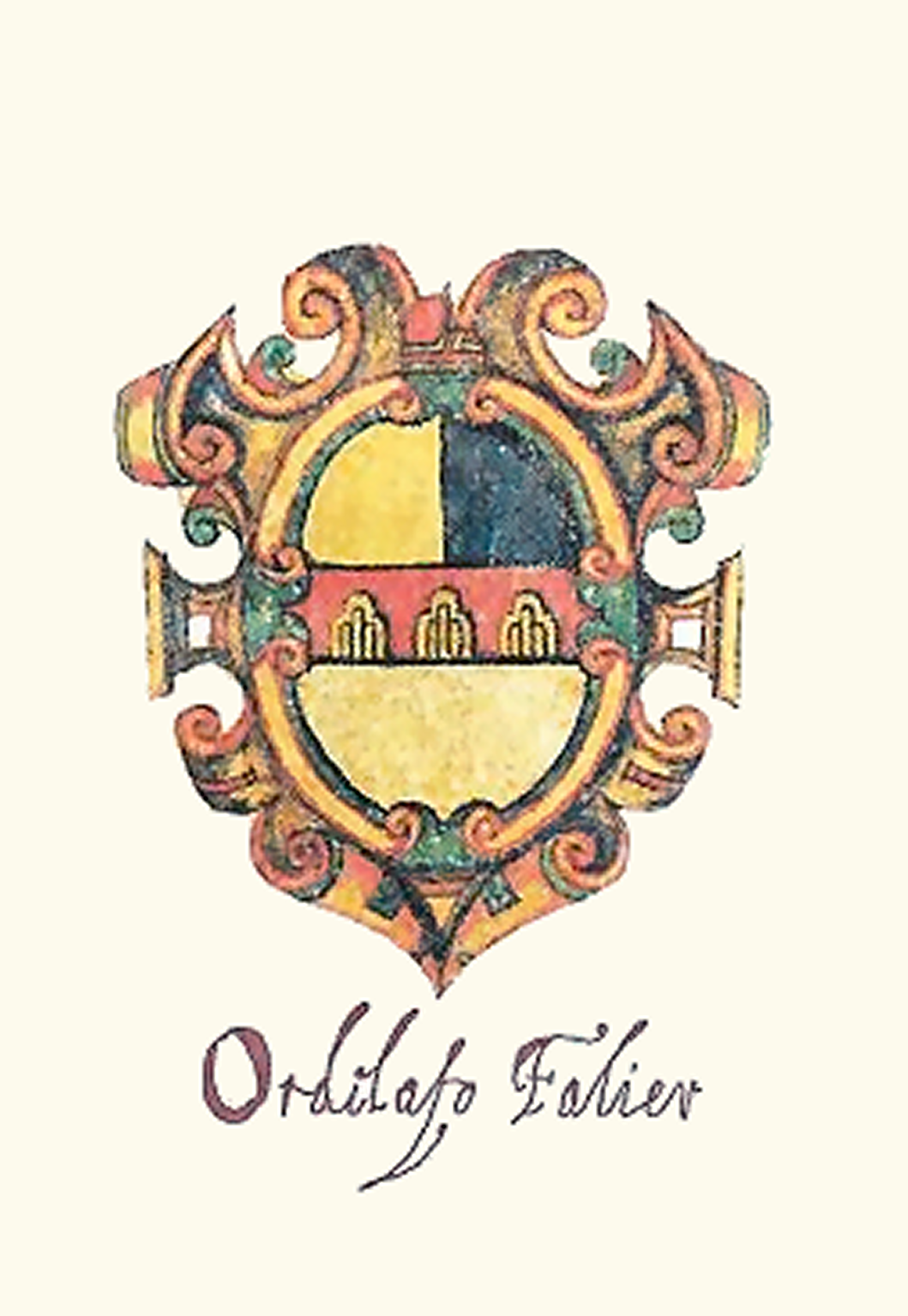
Герб дожа Орделафо Фальера

Орделафо Фальер (итал. Ordelaffo Falier или Faliero; ? — 1117) — 34-й венецианский дож.
Правил с 1102 по 1117 год, преемник Виталия Микьеля.
В начале своего правления отправил флот в 100 судов в Палестину на помощь крестоносцам. В 1110 году нанёс поражение падуанцам, вторгшимся в Венецианскую область. Когда почти половина города Венеции погибла от пожаров и наводнения, Фальери проявил большую энергию при его восстановлении; благодаря его стараниям город значительно увеличился и украсился.
В 1115 года город Зара отделился от Венеции и перешёл под контроль венгров. Фальери осадил Зару, взял её и нанёс поражение венгерскому королю Стефану II. Через два года Стефан снова вторгся в Далмацию; Фальери двинулся против него и был убит в сражении при Заре.